# Doris Svedlund
Doris Svedlund (née le 11 décembre 1926 à Stockholm et morte le 7 septembre 1985  à Göteborg) est une actrice suédoise.

## Filmographie partielle
- 1949 : La Prison d'Ingmar Bergman
- 1951 : Frånskild de Gustaf Molander

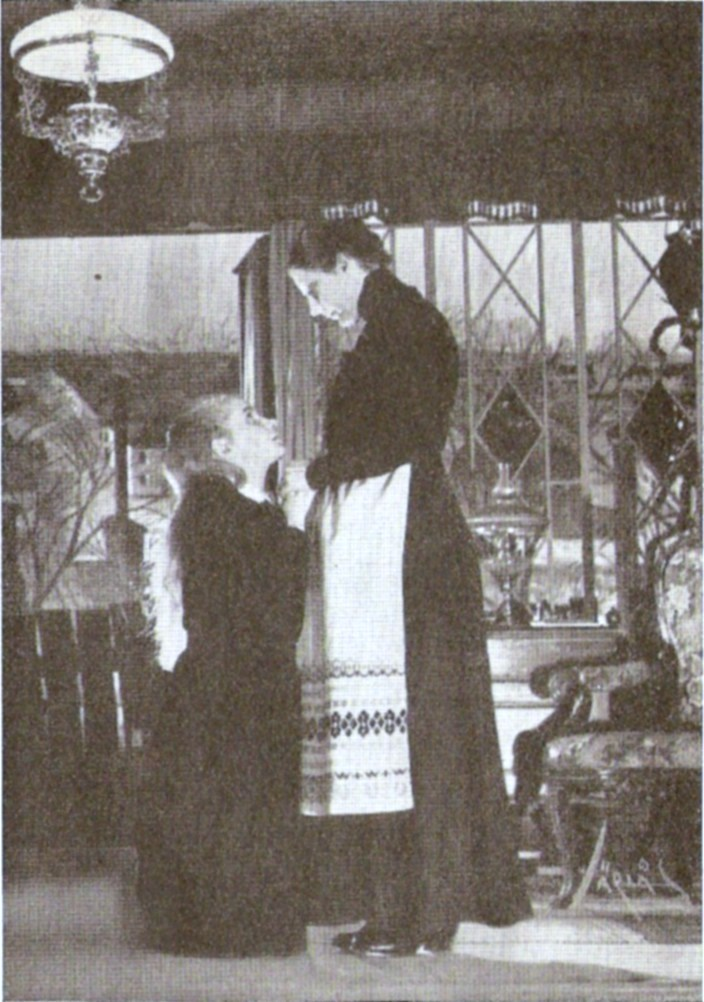
Doris Svedlund et Dora Söderberg dans Pâques d'August Strindberg sur la scène du Théâtre dramatique royal en 1946.